# رستاخیز (فیلم ۱۹۸۰)
رستاخیز (به انگلیسی: Resurrection) فیلمی به کارگردانی دانیل پتری محصول سال ۱۹۸۰ میلادی است.

## خلاصه داستان
این فیلم داستان زندگی زنی را نقل می‌کند که شوهرش در آن کشته می‌شود، ولی پی می‌برد که قدرت شفا دادن سایر مردم را به دست آورده‌است. او به طور ناخودآگاه یک شخص نامدار می‌شود، و امیدی برای مردمی که به دنبال شفا هستند می‌شود.

## عوامل
در این فیلم الن برستین، سام شپارد، ریچارد فارنزورث، رابرتس بلوسوم و ایوا لو گالین نقش‌آفرینی می‌کنند.
فیلم توسط لوییس جان کارلینو نوشته شده و توسط دانیل پتری کارگردانی شده‌است.

## جوایز
این فیلم برای دو جایزه اسکار نامزد شد. الن برستین برای بهترین بازیگر نقش اول زن و ایوا لو گالین برای بهترین بازیگر نقش مکمل زن نامزد شدند.
الن برستین برای نقشش در این فیلم نامزد جایزه گلدن گلوب بهترین بازیگر زن فیلم درام در سال ۱۹۸۱ شد.